# Tetramorium sabatinellii
Tetramorium sabatinellii  (лат.) — вид муравьёв рода Tetramorium из подсемейства Myrmicinae (Formicidae).

## Распространение
Иордания. Гнездо найдено в полупустынной области под камнем, на высоте 686 м н.у.м.

## Описание
Мелкие земляные муравьи; длина рабочих 2—3 мм. Длина головы (HL) 0.76-0.89 мм, ширина головы (HW) 0.74-0.86 мм. Голова с субпараллельными почти прямыми боками. Голова, мезосома и стебелёк красновато-коричневые, брюшко черновато-бурое (самки и самцы почти все буровато-чёрные). Усики рабочих и самок 12-члениковые с 3-члениковой булавой. Боковые части клипеуса килевидно приподняты около места прикрепления усиков. Жвалы широкотреугольные с зубчатым жевательным краем. Стебелёк между грудкой и брюшком состоит из двух члеников: петиолюса и постпетиолюса (последний четко отделен от брюшка), жало развито, куколки голые (без кокона). Заднегрудка с 2 короткими и широкими проподеальными шипиками. 1-й тергит брюшка с продольной морщинистостью и пунктировкой (отличительный признак видовой группы Tetramorium striativentre species group), последние сегменты брюшка гладкие; голова и грудка морщинистые.

## Таксономия
Включён в видовую группу Tetramorium striativentre species group. Рабочие и самки T. sabatinellii хорошо отличаются от близких видов T. kabulistanicum и T. pisarskii полностью продольно бороздчато-пунктированным 1-м тергитом брюшка (у двух последних видов скульптура присутствует только в базальной половине тергита). Вид был впервые описан в 2015 году украинским мирмекологом А. Г. Радченко (Институт зоологии НАН Украины, Киев) и итальянским энтомологом А. Скупола (A. Scupola; Museo di Storia Naturale, Lungadige Porta Vittoria, Верона, Италия). Название дано в честь Гвидо Сабатинелли (Guido Sabatinelli), собравшего типовую серию.